# ウィリアム・クリストル
ウィリアム・クリストル（William Kristol、1952年12月23日 - ）は、ネオコン知識人の一人、『ウィークリー・スタンダード』誌編集長。アーヴィング・クリストルの子。

## 来歴
ハーヴァード大学で政治学の博士号を取得（1979年）。ペンシルベニア大学およびハーヴァード大学ケネディスクールで政治哲学の講義を担当した後、レーガン政権の教育長官だったウィリアム・ベネットの首席補佐官、ブッシュ・シニア政権ではダン・クエール副大統領の首席補佐官などを歴任する。1997年、新シンクタンク「アメリカ新世紀プロジェクト（PNAC）」議長に就任した。2008年にはジョン・マケイン共和党大統領候補の外交政策アドバンザーを務めた。
また1994年に、ジョン・ポドレツとともにネオコン系雑誌『ウィークリー・スタンダード』を創刊。『ニューヨーク・タイムズ』紙や『タイム』紙などにも寄稿している。FOXニュースのレギュラー・コメンテーターとして広く知られていた。2013年に契約が終了してからは、2014年からABCに移籍し、コメンテーターを務めている。

## 著書

### 共著
- The War over Iraq: Saddam's Tyranny and America's Mission, with Lawrence F. Kaplan, (Encounter Books, 2003).

岡本豊訳『ネオコンの真実――イラク戦争から世界制覇へ』（ポプラ社, 2003年）

### 共編著
- The Neoconservative Imagination: Essays in Honor of Irving Kristol, co-edited with Christopher DeMuth, (AEI Press, 1995).
- Educating the Prince: Essays in Honor of Harvey Mansfield, co-edited with Mark Blitz, (Rowman & Littlefield, 2000).
- Present Dangers: Crisis and Opportunity in American Foreign and Defense Policy, co-edited with Robert Kagan, (Encounter Books, 2000).
- Bush v. Gore: the Court Cases and the Commentary, co-edited with E. J. Dionne Jr., (Brookings Institution Press, 2001).
- The Future is Now: America Confronts the New Genetics, co-edited with Eric Cohen, (Rowman & Littlefield, 2002).